# María Ana de Pontejos y Sandoval
María Ana de Pontejos y Sandoval, IV markiza de Pontejos, VIII hrabina de la Ventosa (ur. 11 września 1762 w Madrycie, zm. 18 lipca 1834 tamże) – hiszpańska arystokratka, współzałożycielka filantropijnej organizacji Junta de Damas de Honor y Mérito, mecenas Francisca Goi.

## Życiorys
Pochodziła z zamożnej rodziny arystokratycznej. Urodziła się w Madrycie i tam od 8 lat uczyła się w szkole sióstr wizytek. Była trzykrotnie zamężna. 23 grudnia 1786 w wieku 24 lat wyszła za starszego od niej o 20 lat Francisca Moñino y Redondo (1742–1808), polityka i brata wpływowego ministra hrabiego Floridablanki. Mieli troje dzieci: syna José Moñino y Pontejos, który zmarł w nastoletnim wieku, oraz córki Maríę Vicentę i Maríę Anę Moñino y Pontejos. Francisco zmarł w 1808 na początku wojny z Francją. Owdowiała markiza wyjechała wtedy do Sewilli, aby schronić się u szwagra. W tym samym roku poślubiła Fernanda de Silvę Menesesa y Ascarzę (1778–1817), pochodzącego z Sewilli szlachcica i oficera Gwardii de Corps Karola III. W czasie rządów Józefa Bonapartego w Hiszpanii majątek jej drugiego męża został skonfiskowany. Zmarł na początku 1817, we wrześniu tego samego roku markiza wyszła za mąż za Joaquína Vizcaíno (1790–1840), młodszego od niej o 18 lat i niższego stanem kapitana dragonów. Oświeceniowe sympatie małżonków i sprzeciw wobec absolutyzmu Ferdynanda VII zmusiły ich, podobnie jak wielu innych ilustrados, do emigracji do Francji w 1822, gdzie mieszkali przez 10 lat. Pod koniec życia wróciła do Madrytu, gdzie zmarła w wieku 72 lat.
Markiza była jedną z 14 założycielek filantropijnego stowarzyszenia kobiet Junta de Damas de Honor y Mérito powstałego w 1787 przy Królewskim Madryckim Towarzystwie Ekonomicznym Przyjaciół Kraju. Wspierała oświeceniowe idee i reformy, krytykowała nadużycia kleru. Była znana z zamiłowania do intryg, na emigracji razem z ostatnim mężem kontynuowała działalność polityczną. Około 1786 Francisco Goya namalował jej portret. Strój, w jakim przedstawił ją malarz, świadczy o zainteresowaniu markizy modą i nowinkami z zagranicy.